# Bay Line Railroad
Die Bay Line Railroad ist eine US-amerikanische Eisenbahngesellschaft im Güterverkehr, die sich im Besitz von Genesee and Wyoming (G&W) befindet. Sie operiert in Florida und Alabama auf ihrer Hauptstrecke von Panama City am Golf von Mexiko über Cottondale nach Dothan sowie auf einer Stichstrecke von Grimes nach Abbeville. Die gesamte Streckenlänge liegt bei 166 Kilometern.

## Geschichte
1906 bis 1908 wurde die Bahnstrecke von Panama City nach Dothan durch die Atlanta and St. Andrews Bay Railroad (ASAB) erbaut. Seinerzeit ergab sich in Cottondale ein Anschluss an die wichtige, im Jahr 1883 von der Pensacola and Atlantic Railroad erbaute Hauptstrecke von Pensacola nach Jacksonville, die damals durch die Louisville and Nashville Railroad betrieben wurde.
Der Abzweig Grimes – Abbeville wurde bis 1893 von der Alabama Midland Railway erbaut, die im Folgejahr in das Plant System integriert wurde. 1902 ging die Gesellschaft zusammen mit dem Plant System in die Atlantic Coast Line Railroad (ACL) über. Der Rechtsnachfolger der ACL, CSX Transportation, verkaufte die Strecke 1989 an die Abbeville–Grimes Railway Company, die am 26. Juni 1996 in die Bay Line Railroad integriert wurde, welche wiederum Teil der Rail Management Corporation war. Die Hauptstrecke von Dothan nach Panama City wird bereits seit der Gründung der Bay Line Railroad am 1. Januar 1994 von dieser betrieben. Seit dem 1. Juni 2005 befindet sich die Gesellschaft im Besitz von Genesee and Wyoming.